# 浮田ひさえ
浮田 ひさえ（うきた ひさえ、1980年3月6日 - ）は、日本の女優、タレントである。

## 人物
埼玉県生まれ。2008年（平成20年）9月、アンセムからRUFへの移籍に伴い、浮田久重から浮田ひさえに改名した。所属芸能事務所の変遷は、ミューズ・エンタテインメント→ぱれっと→イエローキャブ→アンセム→RUFである。

## 出演履歴

### インターネット
- あっ!とおどろく放送局 「新・RUF放送局 」(2010年10月9日-)

### CM
1998年
- 10月～1999年1月 ブルボン「プチ」

2001年
- 11月 TOMY「DOG.COM【昔の恋人】篇」
- 1月～4月 日本テレコム「OL篇」

### 映画
- 2001年「悪魔が棲む家2001」中森綾子役
- 2005年「一生の?!お願い」

### キャンペーン
（共に2003年）
- 大磯ロングビーチキャンペーンガール
- オリエックス もろみ酢イメージガール

### ドラマ

#### NTV
- shin-D「ぼくの彼女は外資系」OL役（1999年11月）
- 「新宿暴走救急隊」第3話（2000年10月）
- shin-D「六本木野獣会」シュシュ役（2001年7月）

#### BS朝日
- 「微笑みの国の楽園」（蒼き至上の休日）（2000年10月）

#### TBS
- 「日曜劇場・オヤジぃ。」第6話 受付嬢役（2000年11月）
- 「木更津キャッツアイ」最終回（2002年3月）
- 「アキハバラ@DEEP」第8、10-11話 DigitalCapital社 受付嬢役（2006年8月）

#### CX
- 「花村大介・お正月スペシャル」相川香織役（2001年1月）
- 「初体験」第2話（2002年1月）
- 「恋ノチカラ」最終回（2002年3月）
- 「金曜エンタテイメント・結婚相談員・末永卯月の推理案内状 地獄の花嫁」第4作（2003年11月） - 秋元るみ 役
- 「ココリコミラクルタイプ・ドラマスペシャル」（2005年1月）

#### EX
- 「R-17」畑中エミリ役（2001年4月）
- 水曜深夜ドラマ「G-taste〜OL如月里緒奈篇」理沙役（2001年6月）
- 「はみだし刑事情熱系Part8」第5話 山本美智代役（2004年5月）

### TV
1998年
- TBS「ワンダフル」第2期ワンギャルメンバーレギュラー

1999年
- TX「BEAT BANG」水曜MCレギュラー
- CX「SRSスペシャルリングサイド」レギュラー

2000年
- YTV「フジリコ」ゲスト出演
- CX「明石家マンション物語」ゲスト出演
- フジテレビ739「CX Sports 739」レギュラー （H12年～）
- MONDO21「グラビアの美少女」出演
- SKY PerfecTV ch279 parlor 黄色娘(イエローガールズ)

2001年
- CX「ふうふうごはん」ゲスト出演

2002年
- TBS「深夜の星」【宮藤官九郎スペシャル】キャッツアイ役
- BS-FUJI「お台場bikiniでまにゅまにゅ」
- 東京MXTV「東京リトルガリバー」リポーター

2004年
- CX「美女のゲレンデ！」
- RNC「瀬戸内ムービー食べ歩き 映画の舞台は新名所」

2005年
- CX「トリビアの泉」

2006年
- BS-i「Good Life・元気回復！リラックスサロン探訪記」

### 写真集
- 「IMPRESSION」（株）ソフトガレージ（1999年3月）

### DVD
- ファーストDVD「H-Style」（2002年3月）
- 「浮田久重の温泉に行こう！！」ドリームエックス（2003年）